# Chugach-hegység
A Chugach-hegység az Amerikai Egyesült Államok Alaszka államának déli részén fekszik az Alaszkai-öböl északi partján.

## Neve
A Chugach név egy eszkimó törzs neve, amelyet orosz felfedezők csugac illetve csugackoj alakban írtak le. A ma is használatos angol elnevezés és a hozzá kapcsolódó kiejtés William R. Abercrombie századostól, az amerikai hadsereg tisztjétől származik 1898-ból.

## Földrajza
A hegylánc mintegy 400 km hosszú és 100 km széles. A hegység legmagasabb csúcsa a Mount Marcus Baker (3927 m). A hegység átlagos magassága 1221 méter, legtöbb csúcsa nem különösen magas. Az Alaszkai-öböl mentén elfoglalt helyzete miatt itt tapasztalható a legtöbb hóesés a Földön, az évi átlagos mennyiség: 1500 cm.
A hegységben két védett terület található: A Chugach Állami Park (Chugach State Park) és a Chugach Nemzeti Erdőség (Chugach National Forest).
Mivel Anchorage közelben van, ezért a hegység népszerű kirándulóhely. A közelben található Valdezben 1991 és 2001 között - amikor az időjárás megengedte - évenként megtartották az extrém síelés világbajnokságát.

## Képgaléria

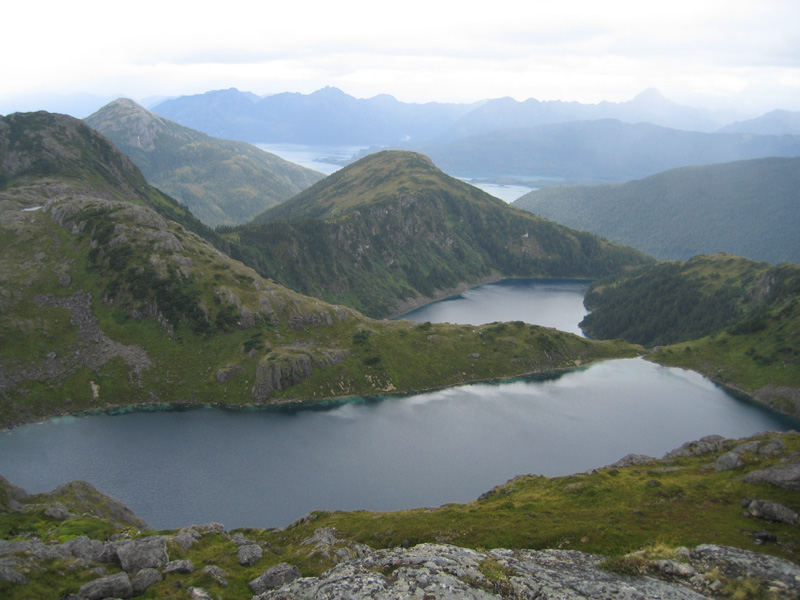
Alpesi tó a hegységben
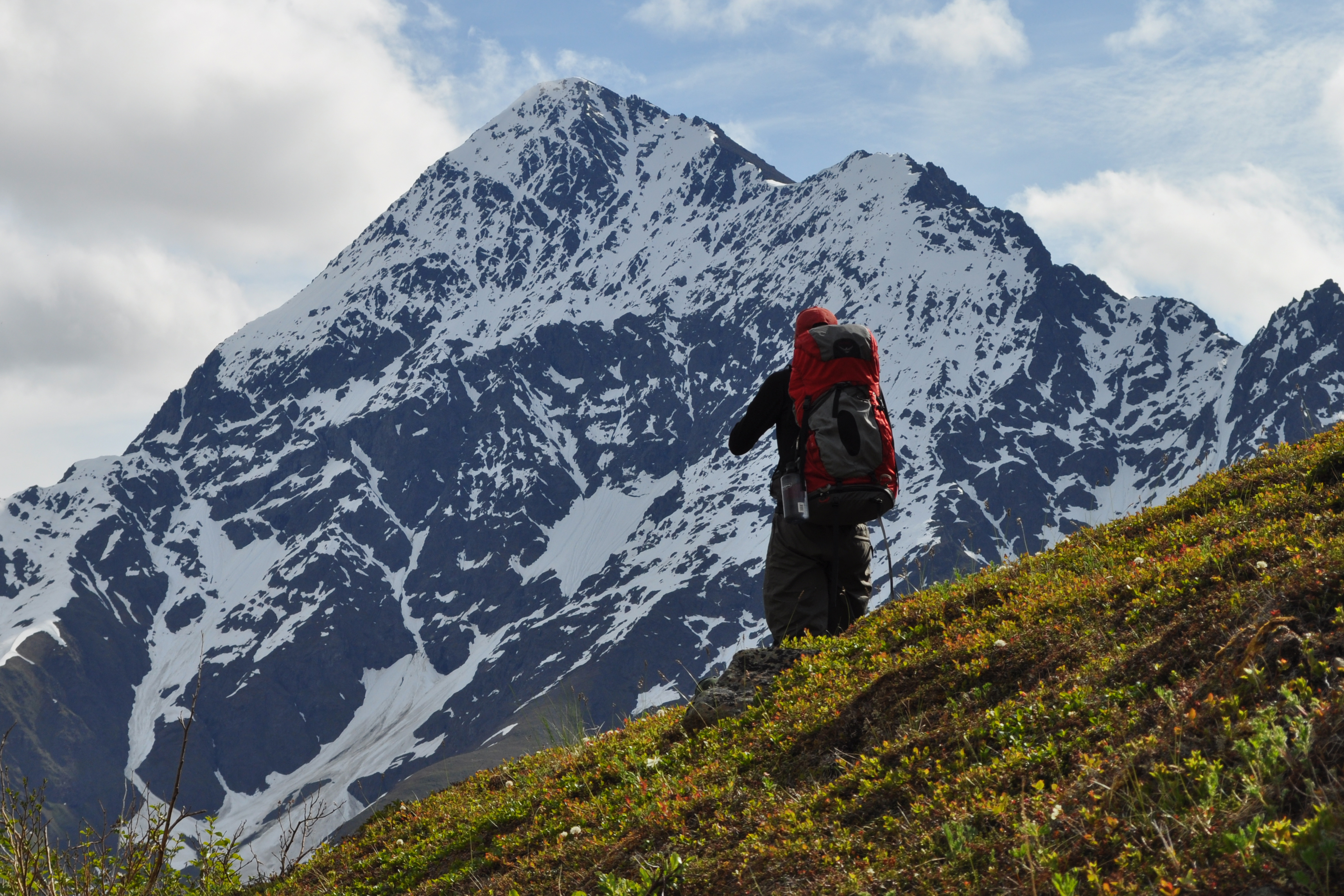
Bold-csúcs a hegységben
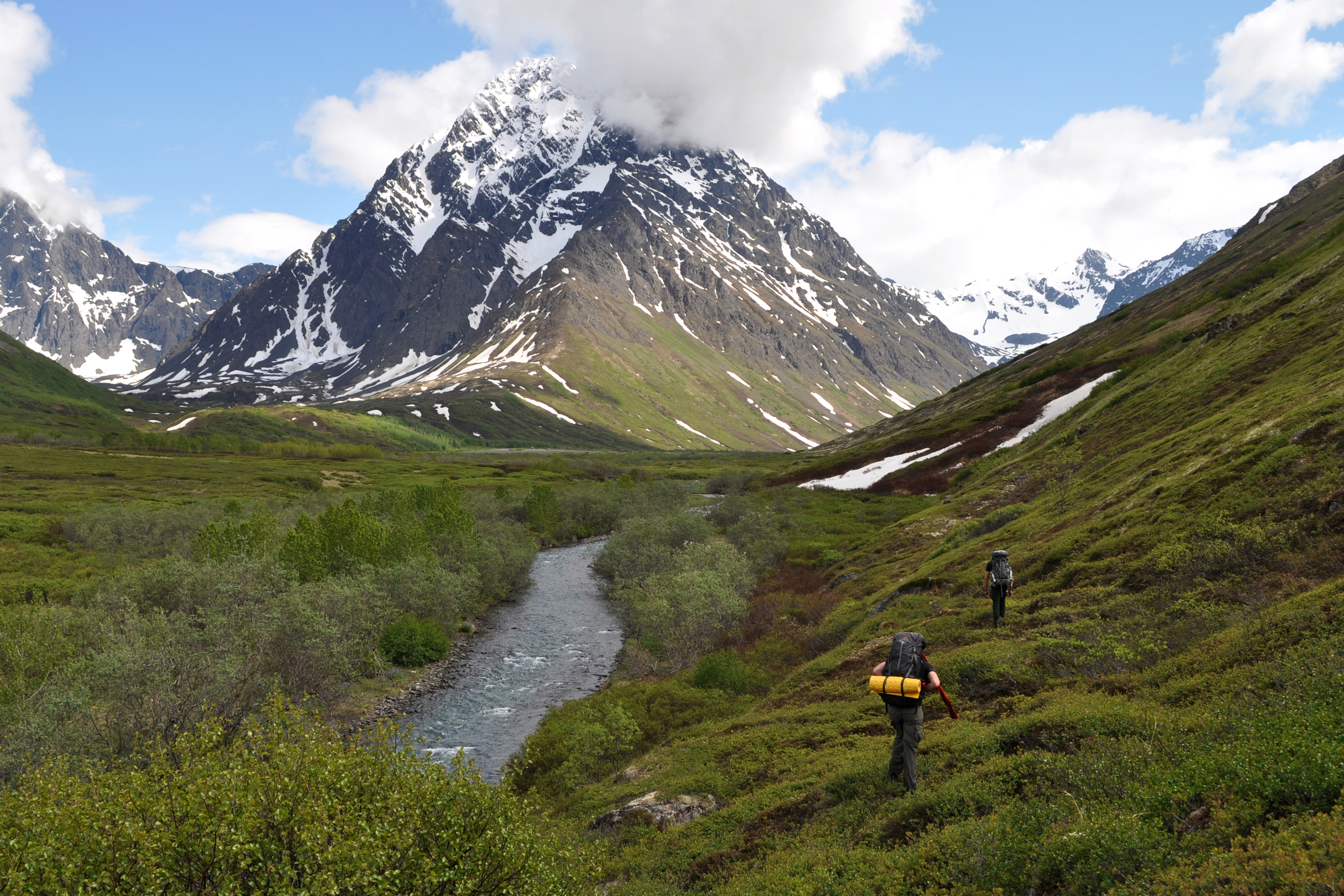
Chugach hegység - részlet
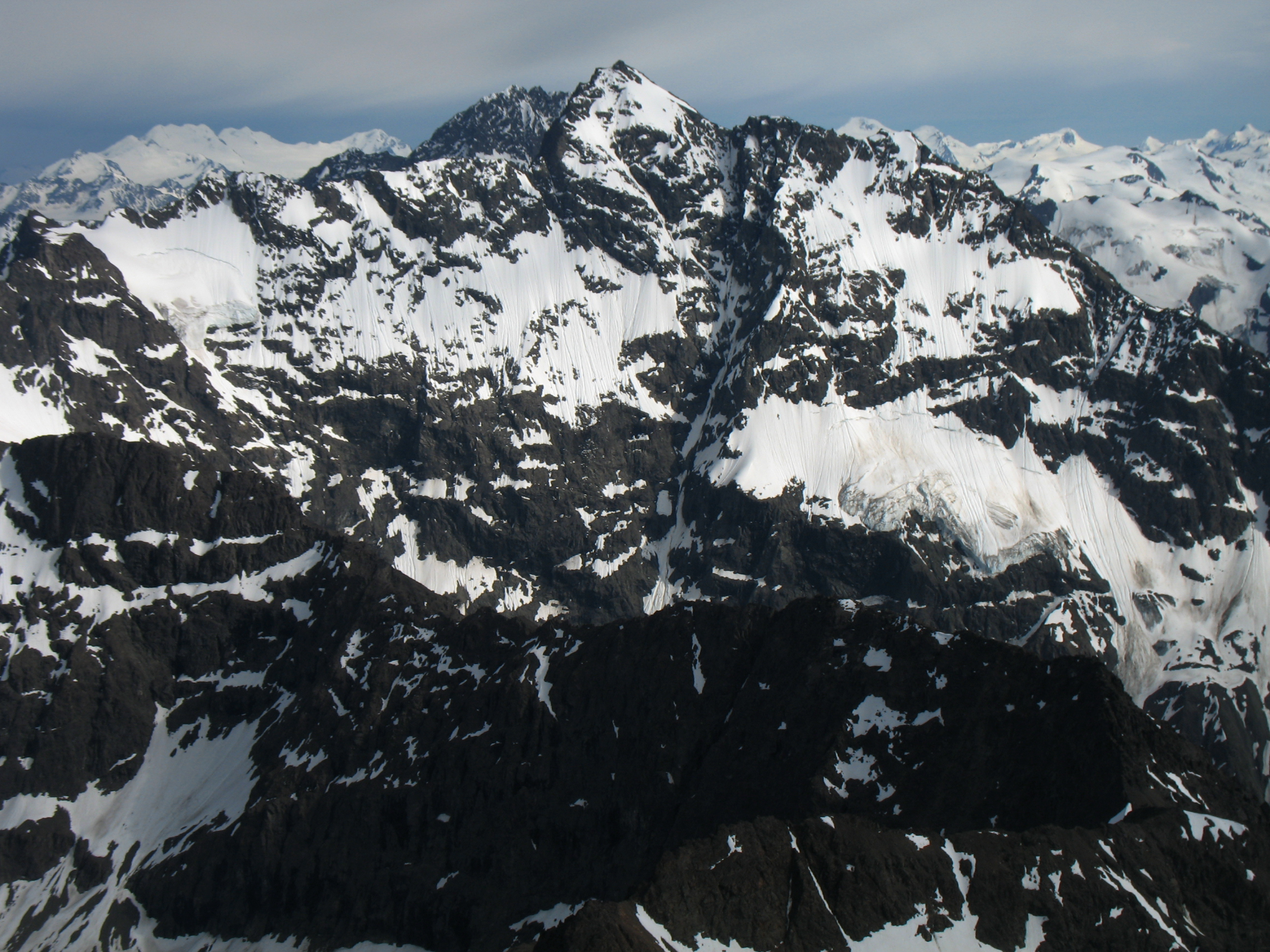
Bashful-csúcs

## Fordítás
Ez a szócikk részben vagy egészben  a   Chugach Mountains című angol Wikipédia-szócikk ezen változatának fordításán alapul.  Az eredeti cikk szerkesztőit annak laptörténete sorolja fel. Ez a jelzés csupán a megfogalmazás eredetét és a szerzői jogokat jelzi, nem szolgál a cikkben szereplő információk forrásmegjelöléseként.